# All Bad
| Críticas profissionais | Críticas profissionais |
| Avaliações da crítica  | Avaliações da crítica  |
| Fonte                  | Avaliação              |
| ---------------------- | ---------------------- |
| PopCrush               | [ 1 ]                  |

"All Bad" é uma canção gravada pelo cantor e compositor canadense Justin Bieber do seu segundo álbum de compilação Journals. Foi lançado em 14 de outubro de 2013, Foi composta pelo artista ao lado de Ryan Toby, Andre Harris e Jason Boyd, com o auxílio de Andre Harris na produção. A canção é a sexta da série Music Mondays de Bieber, onde vai lançar um novo single a cada semana pelas 10 semanas até 16 de Dezembro de 2013.

## Desempenho nas tabelas musicais
| Posições (2013)                                | Melhor posição |
| ---------------------------------------------- | -------------- |
| Áustria (Ö3 Austria Top 75)                    | 45             |
| Bélgica (Ultratop 50 de Flandres)              | 23             |
| Bélgica (Ultratop Flanders Urban)              | 6              |
| Bélgica (Ultratop 50 da Valônia)               | 29             |
| Canadá (Canadian Hot 100)                      | 26             |
| Dinamarca (Hitlisten)                          | 2              |
| França (SNEP)                                  | 55             |
| O campo songid é OBRIGATÓRIO PARA PARADA ALEMÃ | 61             |
| Irlanda (IRMA)                                 | 24             |
| Países Baixos (Single Top 100)                 | 14             |
| Espanha (PROMUSICAE)                           | 22             |
| Reino Unido (UK Singles Chart)                 | 34             |
| Estados Unidos (Billboard Hot 100)             | 50             |